# Andrew Carnegie
Andrew Carnegie (født 25. november 1835 i Dunfermline, Fife, Skotland, død 11. august 1919 i Lenox, Massachusetts, USA) var en skotskfødt amerikansk industrialist, forretningsmand og filantrop.
Carnergie udvandrede til USA med sin familie i 1848. I 1900 udgav han The Gospel of Wealth (Formuens evangelium), hvori han argumenterede for, at man som rig hellere skulle bruge sin formue på at berige samfundet frem for at bruge den på de fattige. Tidligt havde han selv arbejdet på en tekstilfabrik, og hans liv er en klassisk rags-to-riches-fortælling.
Hans første virksomhed var Pittsburgh's Carnegie Steel Company, som senere fusionerede med Elbert H. Garys Federal Steel Company og en række andre mindre virksomheder. Han blev verdens rigeste mand (foran John D. Rockefeller), da J.P. Morgan købte Carnegie Steel af ham (og omdøbte det til U.S. Steel) – og er i dag husket for sine mange donationer til institutioner (af hvilke mange også bærer hans navn). Blandt andet har han oprettet utallige biblioteker i mange lande i det britiske imperium; alene i USA over 1.600, ligesom han grundlagde flere skoler og universiteter, herunder Carnegie Mellon University i Pittsburgh. Han finansierede desuden opførelsen af koncerthuset Carnegie Hall i New York i 1890.
Carnegie blev gift med Louise Whitfield i 1887. Carnegiefamilien fik en datter.